# Hîrîne, Iampil
Hîrîne (în ucraineană Гирине) este un sat în comuna Kneajîci din raionul Iampil, regiunea Sumî, Ucraina.

## Demografie
Componența lingvistică a localității Hîrîne
     Ucraineană (97,66%)
     Rusă (2,34%)
Conform recensământului din 2001, majoritatea populației localității Hîrîne era vorbitoare de ucraineană (97,66%), existând în minoritate și vorbitori de rusă (2,34%).